# Organisationen för säkerhet och samarbete i Europa

Medlemsstater 2006.

Logotyp med den engelska förkortningen

Organisationen för säkerhet och samarbete i Europa, förkortat OSSE (uttalas bokstav för bokstav), eng. OSCE, är en internationell organisation som arbetar med "tidiga varningar, konflikthantering, riskhantering och återuppbyggnad" i Europa. Organisationen bildades 1975 och hette fram till 1995 Europeiska säkerhetskonferensen (ESK). ESK bildades under kalla kriget som ett forum för dialog mellan väst och öst. OSSE har särskilt varit aktiv i före detta Jugoslavien med övervakning av allmänna val och liknande.
Sedan 1993 är OSSE genom FN-stadgans kapitel VIII en regional organisation inom FN. Det har sitt säte i Wien.
OSSE har (2020) 57 deltagande stater: alla stater i Europa, de före detta sovjetrepublikerna i Kaukasien, Centralasien, Mongoliet samt USA och Kanada i Nordamerika. OSSE har över 3500 anställda, varav de flesta är sysselsatta i fält, och endast omkring 10 procent arbetar vid högkvarteret och andra kontor.

## Organisation
Organisationens beslutande organ på hög nivå är toppmötet och ministerrådet. Det permanenta rådet, som möts varje vecka, är det regelbundna förhandlings- och beslutsorganet. Detta leds av ordföranden, som innehar denna post i ett år. Ordförande under 2021 var Sveriges utrikesminister Ann Linde. År 2022 har utrikesministern i Polen ordförandeskapet och år 2023 utrikesministern i Nordmakedonien.
OSSE:s sekretariat ligger i Wien i Österrike. Den nuvarande generalsekreteraren är Helga Schmid(en) från Tyskland, som efterträdde Thomas Greminger från Schweiz. Organisationen har också kontor i Köpenhamn, Genève, Haag, Prag och Warszawa.

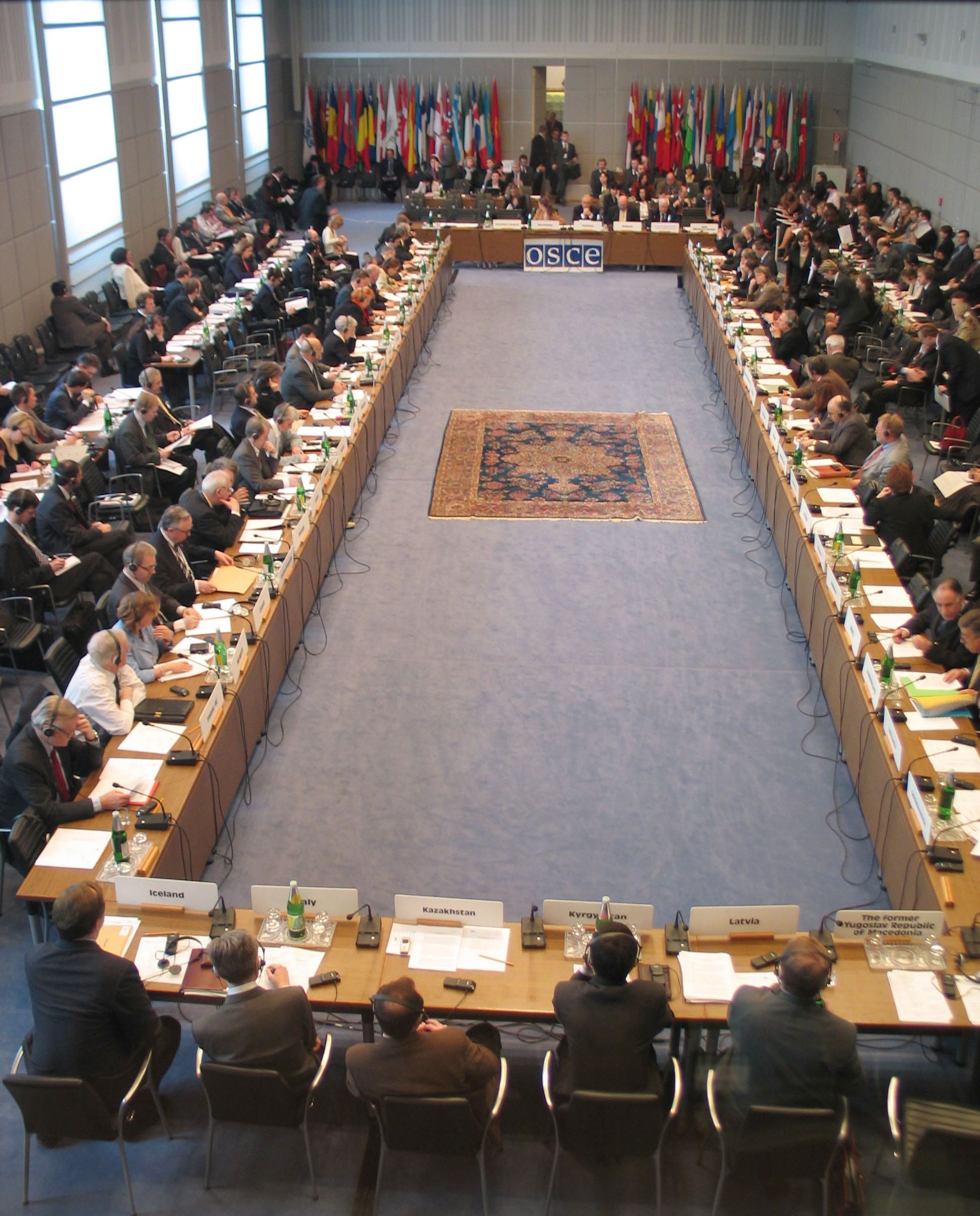
OSSE:s permanenta råd håller möte i Hofburg i Wien. Foto av Mikhail Evstafiev

OSSE har närmare 440 personer anställda i sina olika institutioner. På fältet har man omkring 750 internationella och 2370 lokalanställda medarbetare.
OSSE:s parlamentariska församling utfärdar resolutioner.

## Den svenska OSSE-delegationen
OSSE:s parlamentariska församling bildades 1991. Församlingen består av parlamentariker från OSSE:s 57 medlemsländer. De europeiska staterna, Ryssland, staterna i Kaukasus och Centralasien samt USA och Kanada är medlemmar. Varje land är representerat i förhållande till sin storlek. Den 11 oktober 2022 utsågs följande riksdagsledamöter utgöra den svenska delegationen:
Ledamöter:
- Björn Söder (SD) ordförande
- Johan Büser (S), vice ordförande
- Margareta Cederfelt (M)
- Carina Ödebrink (S)
- Edward Riedl (M)
- Kadir Kasirga (S)
- Linnéa Wickman (S)
- Markus Wiechel (SD)

Suppleanter:
- Denis Begic (S)
- Helena Storckenfeldt (M)
- Jessica Rodén (S)
- Joakim Sandell (S)
- Joar Forsell (L)
- Lars Isacsson (S)
- Matheus Enholm (SD)
- Ulrik Nilsson (M)

## OSSE:s byrå för demokratiska institutioner och mänskliga rättigheter
OSSE:s byrå för demokratiska institutioner och mänskliga rättigheter (OSCE Office for Democratic Institutions and Human Rights, förkortat ODIHR), är OSSE:s äldsta institution, som upprättades 1990. Den är baserad i Warszawa i Polen, och är aktiv i hela OSSE:s område med valobservation, demokratisk utveckling, mänskliga rättigheter, tolerans och icke-diskriminering och minoritetsrätt och rättssäkerhet. ODIHR har observerat över 150 val och folkomröstningar sedan 1995 och skickat ut mer än 15 000 observatörer. Den har vid ett tillfälle arbetat utanför sitt eget område. En grupp om 43 personer från OSSE bidrog med teknisk hjälp till presidentvalet i Afghanistan 9 oktober 2004. 

## OSSE:s representant för mediefrihet
OSSE:s representant för mediefrihet, som upprättades i december 1997, är ett bevakningsorgan som ger tidiga varningar om kränkningar mot yttrandefriheten i OSSE:s medlemsstater. Representanten hjälper också de deltagande staterna med att förespråka och verka för fullständigt iakttagande av OSSE:s principer och föresatser vad gäller yttrandefrihet och fria medier. Den nuvarande (2020) representanten är Teresa Ribeiro från Portugal.

## Historia
Organisationen bildades 1973 som Europeiska säkerhetskonferensen (ESK). Ända sedan 1950-talet hade det talats om en europeisk säkerhetsorganisation, men kalla kriget hindrade viktigare framsteg innan samtalen i Helsingfors påbörjades i november 1972. Dessa samtal hölls på förslag av Sovjetunionen, som ville använda dem för att upprätthålla sin kontroll över de kommunistiska länderna i Östeuropa. Från Västeuropas håll såg man däremot samtalen som ett sätt att minska spänningen i regionen, gynna ekonomiskt samarbete och åstadkomma humanitära förbättringar för befolkningarna i Östeuropa.
Samtalens rekommendation, "Den blå boken", gav den praktiska grundvalen för en konferens i tre stadier, "Helsingforsprocessen". Konferensen öppnades i Helsingfors 3 juli 1973 och 35 stater deltog med representanter, nämligen USA, Kanada, Sovjetunionen och alla europeiska stater med undantag av Albanien. 
Det första stadiet, att komma överens om att följa den blå boken, tog bara fem dagar. Det andra stadiet var den huvudsakliga arbetsfasen, som skedde i Genève från 18 september 1973 till 21 juli 1975. Resultatet av det andra stadiet var Helsingforsslutakten, som undertecknades av de 35 deltagande länderna under det tredje stadiet, som ägde rum i Finlandiahuset i Helsingfors från 30 juli till 1 augusti 1975. Det öppnades av Vatikanstatens diplomat Agostino Cardinal Casaroli, som var konferensens ordförande. 
Ett antal uppföljningsmöten för att förbättra relationerna och genomföra slutakten följde. Stora sammankomster hölls i Belgrad (4 oktober 1977 till 8 mars 1978), Madrid (11 november 1980 till 9 september 1983), och Wien (4 november 1986 till 19 januari 1989).
Kommunismens fall krävde en ändrad roll för ESK. Parisstadgan för ett nytt Europa, som undertecknades 21 november 1990, markerade början av denna förändring. Efter beslut på en konferens i Budapest 1994 omdöptes ESK till OSSE 1 januari 1995. OSSE hade nu ett formellt sekretariat, högre råd, parlamentarisk församling, center för konfliktförebyggande och byrå för fria val (som senare blev byrån för demokratiska institutioner och mänskliga rättigheter, ODIHR).
I december 1996 bekräftades i "Lissabondeklarationen" att säkerhetens natur i Europa var universell och odelbar.
I Istanbul 19 november 1999 avslutade OSSE ett tvådagarstoppmöte med att efterfråga en politisk lösning i Tjetjenien och anta en Charter for European Security . Enligt Rysslands dåvarande utrikesminister Igor Ivanov innebar detta toppmöte en vändpunkt i den ryska synen på OSSE, från en organisation som uttryckte Europas kollektiva vilja, till en organisation som tjänar som Västvärldens redskap för "påtvingad demokratisering."
I juli 2009 antogs en resolution som jämställde nazism och stalinism. Till minne av Molotov–Ribbentrop-pakten föreslogs att den 23 augusti skulle utnämnas till en minnesdag för offren för båda dessa totalitära system. 

### OSSE:s ordförande
- 1991: Hans-Dietrich Genscher från Tyskland
- 1992: Jiří Dienstbier, senare Jozef Moravčík från Tjeckoslovakien
- 1993: Margaretha af Ugglas från Sverige
- 1994: Beniamino Andreatta, senare Antonio Martino från Italien
- 1995: László Kovács från Ungern
- 1996: Flavio Cotti från Schweiz
- 1997: Niels Helveg Petersen från Danmark
- 1998: Bronisław Geremek från Polen
- 1999: Knut Vollebæk från Norge
- 2000: Wolfgang Schüssel, senare Benita Ferrero-Waldner från Österrike
- 2001: Mircea Dan Geoana från Rumänien
- 2002: Jaime Gama, senare Antonio Martins da Cruz från Portugal
- 2003: Jaap de Hoop Scheffer, senare Bernard Rudolf Bot från Nederländerna
- 2004: Solomon Passy från Bulgarien
- 2005: Dimitrij Rupel från Slovenien
- 2006: Karel De Gucht från Belgien
- 2007: Miguel Ángel Moratinos från Spanien
- 2008: Ilkka Kanerva, senare Alexander Stubb från Finland
- 2009: Dora Bakoyannis, senare Giorgos Papandreou från Grekland
- 2010: Kanat Saudabayev från Kazakstan
- 2011: Audronius Ažubalis från Litauen
- 2012: Eamon Gilmore från Irland
- 2013: Leonid Kozhara från Ukraina
- 2014: Didier Burkhalter från Schweiz
- 2015: Ivica Dačić från Serbien
- 2016: Frank-Walter Steinmeier från Tyskland
- 2017: Sebastian Kurz från Österrike
- 2018: Angelino Alfano från Italien
- 2019: Miroslav Lajčák från Slovakien
- 2020: Edi Rama från Albanien
- 2021: Ann Linde från Sverige
- 2022: Zbigniew Rau från Polen
- 2023: Bujar Osman från Nordmakedonien
- 2024: Ian Borg från Malta

Ordförande är utrikesministern från det land som innehar ordförandeskapet.

## Medlemsländer
| Albanien | 1991-06-19 |  | 1991-09-16 | 1991-09-16 |  | 1991-09-17 | 1991-09-17 |  |
| -------- | ---------- |  | ---------- | ---------- |  | ---------- | ---------- |  |

| Andorra | 1996-04-25 |  | 1999-11-10 | 1999-11-10 |  | 1998-02-17 | 1998-02-17 |  |
| ------- | ---------- |  | ---------- | ---------- |  | ---------- | ---------- |  |

| Armenien | 1992-01-30 |  | 1992-07-08 | 1992-07-08 |  | 1992-04-17 | 1992-04-17 |  |
| -------- | ---------- |  | ---------- | ---------- |  | ---------- | ---------- |  |

| Azerbajdzjan | 1992-01-30 |  | 1992-07-08 | 1992-07-08 |  | 1993-12-20 | 1993-12-20 |  |
| ------------ | ---------- |  | ---------- | ---------- |  | ---------- | ---------- |  |

| Belarus | 1992-01-30 |  | 1992-02-26 | 1992-02-26 |  | 1993-04-08 | 1993-04-08 |  |
| ------- | ---------- |  | ---------- | ---------- |  | ---------- | ---------- |  |

| Belgien | 1973-06-25 |  | 1975-08-01 | 1975-08-01 |  | 1990-11-21 | 1990-11-21 |  |
| ------- | ---------- |  | ---------- | ---------- |  | ---------- | ---------- |  |

| Bosnien och Hercegovina | 1992-04-30 |  | 1992-07-08 | 1992-07-08 |  |  |  |  |
| ----------------------- | ---------- |  | ---------- | ---------- |  |  |  |  |

| Bulgarien | 1973-06-25 |  | 1975-08-01 | 1975-08-01 |  | 1990-11-21 | 1990-11-21 |  |
| --------- | ---------- |  | ---------- | ---------- |  | ---------- | ---------- |  |

| Cypern | 1973-06-25 |  | 1975-08-01 | 1975-08-01 |  | 1990-11-21 | 1990-11-21 |  |
| ------ | ---------- |  | ---------- | ---------- |  | ---------- | ---------- |  |

| Danmark | 1973-06-25 |  | 1975-08-01 | 1975-08-01 |  | 1990-11-21 | 1990-11-21 |  |
| ------- | ---------- |  | ---------- | ---------- |  | ---------- | ---------- |  |

| Estland | 1991-09-10 |  | 1992-10-14 | 1992-10-14 |  | 1991-12-06 | 1991-12-06 |  |
| ------- | ---------- |  | ---------- | ---------- |  | ---------- | ---------- |  |

| Finland | 1973-06-25 |  | 1975-08-01 | 1975-08-01 |  | 1990-11-21 | 1990-11-21 |  |
| ------- | ---------- |  | ---------- | ---------- |  | ---------- | ---------- |  |

| Frankrike | 1973-06-25 |  | 1975-08-01 | 1975-08-01 |  | 1990-11-21 | 1990-11-21 |  |
| --------- | ---------- |  | ---------- | ---------- |  | ---------- | ---------- |  |

| Georgien | 1992-03-24 |  | 1992-07-08 | 1992-07-08 |  | 1994-01-21 | 1994-01-21 |  |
| -------- | ---------- |  | ---------- | ---------- |  | ---------- | ---------- |  |

| Grekland | 1973-06-25 |  | 1975-08-01 | 1975-08-01 |  | 1990-11-21 | 1990-11-21 |  |
| -------- | ---------- |  | ---------- | ---------- |  | ---------- | ---------- |  |

| Irland | 1973-06-25 |  | 1975-08-01 | 1975-08-01 |  | 1990-11-21 | 1990-11-21 |  |
| ------ | ---------- |  | ---------- | ---------- |  | ---------- | ---------- |  |

| Island | 1973-06-25 |  | 1975-08-01 | 1975-08-01 |  | 1990-11-21 | 1990-11-21 |  |
| ------ | ---------- |  | ---------- | ---------- |  | ---------- | ---------- |  |

| Italien | 1973-06-25 |  | 1975-08-01 | 1975-08-01 |  | 1990-11-21 | 1990-11-21 |  |
| ------- | ---------- |  | ---------- | ---------- |  | ---------- | ---------- |  |

| Kanada | 1973-06-25 |  | 1975-08-01 | 1975-08-01 |  | 1990-11-21 | 1990-11-21 |  |
| ------ | ---------- |  | ---------- | ---------- |  | ---------- | ---------- |  |

| Kazakstan | 1992-01-30 |  | 1992-07-08 | 1992-07-08 |  | 1992-09-23 | 1992-09-23 |  |
| --------- | ---------- |  | ---------- | ---------- |  | ---------- | ---------- |  |

| Kirgizistan | 1992-01-30 |  | 1992-07-08 | 1992-07-08 |  | 1994-06-03 | 1994-06-03 |  |
| ----------- | ---------- |  | ---------- | ---------- |  | ---------- | ---------- |  |

| Kroatien | 1992-03-24 |  | 1992-07-08 | 1992-07-08 |  |  |  |  |
| -------- | ---------- |  | ---------- | ---------- |  |  |  |  |

| Lettland | 1991-09-10 |  | 1991-10-14 | 1991-10-14 |  | 1991-12-06 | 1991-12-06 |  |
| -------- | ---------- |  | ---------- | ---------- |  | ---------- | ---------- |  |

| Liechtenstein | 1973-06-25 |  | 1975-08-01 | 1975-08-01 |  | 1990-11-21 | 1990-11-21 |  |
| ------------- | ---------- |  | ---------- | ---------- |  | ---------- | ---------- |  |

| Litauen | 1991-09-10 |  | 1991-10-14 | 1991-10-14 |  | 1991-12-06 | 1991-12-06 |  |
| ------- | ---------- |  | ---------- | ---------- |  | ---------- | ---------- |  |

| Luxemburg | 1973-06-25 |  | 1975-08-01 | 1975-08-01 |  | 1990-11-21 | 1990-11-21 |  |
| --------- | ---------- |  | ---------- | ---------- |  | ---------- | ---------- |  |

| Malta | 1973-06-25 |  | 1975-08-01 | 1975-08-01 |  | 1990-11-21 | 1990-11-21 |  |
| ----- | ---------- |  | ---------- | ---------- |  | ---------- | ---------- |  |

| Moldavien | 1992-01-30 |  | 1992-02-26 | 1992-02-26 |  | 1993-01-29 | 1993-01-29 |  |
| --------- | ---------- |  | ---------- | ---------- |  | ---------- | ---------- |  |

| Monaco | 1973-06-25 |  | 1975-08-01 | 1975-08-01 |  | 1990-11-21 | 1990-11-21 |  |
| ------ | ---------- |  | ---------- | ---------- |  | ---------- | ---------- |  |

| Mongoliet |  |  |  |  |  |  |  |  |
| --------- |  |  |  |  |  |  |  |  |

| Montenegro | 2006-06-22 |  | 2006-09-01 | 2006-09-01 |  |  |  |  |
| ---------- | ---------- |  | ---------- | ---------- |  |  |  |  |

| Nederländerna | 1973-06-25 |  | 1975-08-01 | 1975-08-01 |  | 1990-11-21 | 1990-11-21 |  |
| ------------- | ---------- |  | ---------- | ---------- |  | ---------- | ---------- |  |

| Nordmakedonien | 1995-10-12 |  |  |  |  |  |  |  |
| -------------- | ---------- |  |  |  |  |  |  |  |

| Norge | 1973-06-25 |  | 1975-08-01 | 1975-08-01 |  | 1990-11-21 | 1990-11-21 |  |
| ----- | ---------- |  | ---------- | ---------- |  | ---------- | ---------- |  |

| Polen | 1973-06-25 |  | 1975-08-01 | 1975-08-01 |  | 1990-11-21 | 1990-11-21 |  |
| ----- | ---------- |  | ---------- | ---------- |  | ---------- | ---------- |  |

| Portugal | 1973-06-25 |  | 1975-08-01 | 1975-08-01 |  | 1990-11-21 | 1990-11-21 |  |
| -------- | ---------- |  | ---------- | ---------- |  | ---------- | ---------- |  |

| Rumänien | 1973-06-25 |  | 1975-08-01 | 1975-08-01 |  | 1990-11-21 | 1990-11-21 |  |
| -------- | ---------- |  | ---------- | ---------- |  | ---------- | ---------- |  |

| Ryssland | 1973-06-25 |  | 1975-08-01 | 1975-08-01 |  | 1990-11-21 | 1990-11-21 |  |
| -------- | ---------- |  | ---------- | ---------- |  | ---------- | ---------- |  |

| San Marino | 1973-06-25 |  | 1975-08-01 | 1975-08-01 |  | 1990-11-21 | 1990-11-21 |  |
| ---------- | ---------- |  | ---------- | ---------- |  | ---------- | ---------- |  |

| Schweiz | 1973-06-25 |  | 1975-08-01 | 1975-08-01 |  | 1990-11-21 | 1990-11-21 |  |
| ------- | ---------- |  | ---------- | ---------- |  | ---------- | ---------- |  |

| Serbien | 2000-11-10 |  |  |  |  |  |  |  |
| ------- | ---------- |  |  |  |  |  |  |  |

| Slovakien | 1993-01-01 |  |  |  |  |  |  |  |
| --------- | ---------- |  |  |  |  |  |  |  |

| Slovenien | 1992-03-24 |  | 1992-07-08 | 1992-07-08 |  | 1993-03-08 | 1993-03-08 |  |
| --------- | ---------- |  | ---------- | ---------- |  | ---------- | ---------- |  |

| Spanien | 1973-06-25 |  | 1975-08-01 | 1975-08-01 |  | 1990-11-21 | 1990-11-21 |  |
| ------- | ---------- |  | ---------- | ---------- |  | ---------- | ---------- |  |

| Storbritannien | 1973-06-25 |  | 1975-08-01 | 1975-08-01 |  | 1990-11-21 | 1990-11-21 |  |
| -------------- | ---------- |  | ---------- | ---------- |  | ---------- | ---------- |  |

| Sverige | 1973-06-25 |  | 1975-08-01 | 1975-08-01 |  | 1990-11-21 | 1990-11-21 |  |
| ------- | ---------- |  | ---------- | ---------- |  | ---------- | ---------- |  |

| Tadzjikistan | 1992-01-30 |  | 1992-02-26 | 1992-02-26 |  |  |  |  |
| ------------ | ---------- |  | ---------- | ---------- |  |  |  |  |

| Tjeckien | 1993-01-01 |  |  |  |  |  |  |  |
| -------- | ---------- |  |  |  |  |  |  |  |

| Turkiet | 1973-06-25 |  | 1975-08-01 | 1975-08-01 |  | 1990-11-21 | 1990-11-21 |  |
| ------- | ---------- |  | ---------- | ---------- |  | ---------- | ---------- |  |

| Turkmenistan | 1992-01-30 |  | 1992-07-08 | 1992-07-08 |  | 1990-11-21 | 1990-11-21 |  |
| ------------ | ---------- |  | ---------- | ---------- |  | ---------- | ---------- |  |

| Tyskland | 1973-06-25 |  | 1975-08-01 | 1975-08-01 |  | 1990-11-21 | 1990-11-21 |  |
| -------- | ---------- |  | ---------- | ---------- |  | ---------- | ---------- |  |

| Ukraina | 1992-01-30 |  | 1992-02-26 | 1992-02-26 |  | 1992-06-16 | 1992-06-16 |  |
| ------- | ---------- |  | ---------- | ---------- |  | ---------- | ---------- |  |

| Ungern | 1973-06-25 |  | 1975-08-01 | 1975-08-01 |  | 1990-11-21 | 1990-11-21 |  |
| ------ | ---------- |  | ---------- | ---------- |  | ---------- | ---------- |  |

| USA | 1973-06-25 |  | 1975-08-01 | 1975-08-01 |  | 1990-11-21 | 1990-11-21 |  |
| --- | ---------- |  | ---------- | ---------- |  | ---------- | ---------- |  |

| Uzbekistan | 1992-01-30 |  | 1992-02-26 | 1992-02-26 |  | 1993-10-27 | 1993-10-27 |  |
| ---------- | ---------- |  | ---------- | ---------- |  | ---------- | ---------- |  |

| Vatikanstaten | 1973-06-25 |  | 1975-08-01 | 1975-08-01 |  | 1990-11-21 | 1990-11-21 |  |
| ------------- | ---------- |  | ---------- | ---------- |  | ---------- | ---------- |  |

| Österrike | 1973-06-25 |  | 1975-08-01 | 1975-08-01 |  | 1990-11-21 | 1990-11-21 |  |
| --------- | ---------- |  | ---------- | ---------- |  | ---------- | ---------- |  |